# Himitsu × Senshi PhantoMirage!
Himitsu × Senshi PhantoMirage! (ひみつ×戦士 ファントミラージュ!, Himitsu Senshi FantoMirāju!) est une série télévisée japonaise de type Tokusatsu. Elle est la troisième série de la franchise Girls × Heroine!.

## Personnages
- Kokomi Sakurai (桜衣 ココミ, Sakurai Kokomi?) / PhantoMi Heart (ファントミハート, FantoMi Hāto?)
- Saki Asumi (明日海 サキ, Asumi Saki?) / PhantoMi Spade (ファントミハート, FantoMi Supēdo?)
- Yotsuba Shizuki (紫月 ヨツバ, Shizuki Yotsuba?) / PhantoMi Clover (ファントミクローバー, FantoMi Kurōbā?)
- Seira Kureha (紅羽 セイラ, Kureha Seira?) / PhantoMi Dia (ファントミダイヤ, FantoMi Daiya?)
- Phandy (ファンディー, Fandī?)
- Sarai (サライ?)
- Sakasāma (サカサーマ?)
- Gyanne (ギャンヌ署長, Gyannu Chochō?)
- Magyaku (マギャク巡査, Magyaku Junsa?)
- Abekobe (アベコベ刑事, Abekobe Keiji?)

## Distribution
- Minami Hishida (菱田 未渚美, Minami Hishida?) : Kokomi Sakurai (桜衣 ココミ, Sakurai Kokomi?) / PhantoMi Heart (ファントミハート, FantoMi Hāto?)
- Kira Yamaguchi (山口 綺羅, Kira Yamaguchi?) : Saki Asumi (明日海 サキ, Asumi Saki?) / PhantoMi Spade (ファントミハート, FantoMi Supēdo?)
- Toa Harada (原田 都愛, Harada Toa?) : Yotsuba Shizuki (紫月 ヨツバ, Shizuki Yotsuba?) / PhantoMi Clover (ファントミクローバー, FantoMi Kurōbā?)
- Ran Ishii (石井 蘭, Ishii Ran?) : Seira Kureha (紅羽 セイラ, Kureha Seira?) / PhantoMi Dia (ファントミダイヤ, FantoMi Daiya?)
- Mendy Sekiguchi (関口メンディー, Sekiguchi Mendī?) : Phandy (ファンディー, Fandī?)
- Rina Yamaguchi (山口 莉愛, Yamaguchi Rina?) : Sarai (サライ?)
- Dandy Sakano (ダンディー坂野, Dandī Sakano?) : Sakasāma (サカサーマ?)
- Nicole Ishida (石田ニコル, Ishida Nikoru?) : Gyanne (ギャンヌ署長, Gyannu Chochō?)
- Takahiro Kuroichi (黒石高大, Kuroichi Takahiro?) : Magyaku (マギャク巡査, Magyaku Junsa?)
- Pē (ぺえ?) : Abekobe (アベコベ刑事, Abekobe Keiji?)

## Épisodes
1. Je suis devenue une PhantoMirage ! (ファントミラージュになっちゃった！, FantoMirāju ni nacchatta!?)
2. D'horrible conséquence ?! Le secret des héroïnes secrètes ! (正体バレたら超大変！？ヒミツのひみつ戦士！, Shōtai Baretara Chōtaihen!? Himitsu no Himitsu Senshi!?)
3. L'hebdomadaire Fumiaki! L'identité secret des PhantoMi en danger ?! (週刊文秋！ファントミの正体、あばかれる!?, Shūkan Fumiaki! MantoMi no shōtai, abakareru!??)
4. Populaire ! Les PhantoMi sont à la mode ! (大人気！ファントミブームがきた!?, Dai ninki! FantoMi būmu ga kita!??)
5. Je veux devenir devenir une PhantoMi ! (ファントミになりたい！, FantoMi ni naritai!?)
6. Yotsuba, opération fête des mères ! (ヨツバの母の日大作戦！, Yotsuba no Haha no Hi Daisakusen!?)
7. Les héroïnes magiques apparaissent ! (魔法戦士あらわる！, Mahō Senshi arawaru!?)
8. Récuperez ! Le secret de l'objet secret ! (取り戻せ！ヒミツのひみつアイテム！, Mahō Senshi arawaru!?)
9. Trouvée ?! Une 4ème PhantoMirage ! (発見!?4人目のファントミラージュ！, Hakken!? Yonin-me no FantoMirāju!?)
10. Saki et Mademoiselle Météo (サキとお天気お姉さん, Saki to Otenki Onēsan?)
11. Dansons ensemble ! Danse du sourire ! (一緒に踊ろっ！笑顔のダンス！, Issho ni odoro! Egao no Dansu!?)
12. Yotsuba, l'entrainement secret ! (ヨツバ、ヒミツの特訓！, Yotsuba, Himitsu no Tokkun!?)
13. L'identité de PhantoMi Dia ! (ファントミダイヤの正体！, FantoMi Daiya no Shōtai!?)
14. Devenons amis ! Poursuivez PhantoMi Dia ! (仲間になろう！ファントミダイヤを追え！, Nakama ni narō! FantoMi Daiya o Oe!?)
15. Détective VS PhantoMi Dia ! (名探偵VSファントミダイヤ！, Meitantei Buiesu FantoMi Daiya!?)
16. C'est l'été ! C'est le trésor ! C'est le Summer Campain de la police inversée ! (夏だ！お宝だ！逆逆警察サマーキャンペーンだ！, Natsu da! Otakara da! Gyakugyaku Keisatu Samā Kyanpēn da!?)
17. Explosion populaires ! Les fans des PhantoMi sont rassemblés ! (人気爆発！ファントミファン大集合！, Ninki Bakuhatsu! FantoMi Fan Daishūgō!?)